# Palazzo Sansedoni
Palazzo Sansedoni è un edificio storico di Siena, situato in piazza del Campo.

## Storia e descrizione

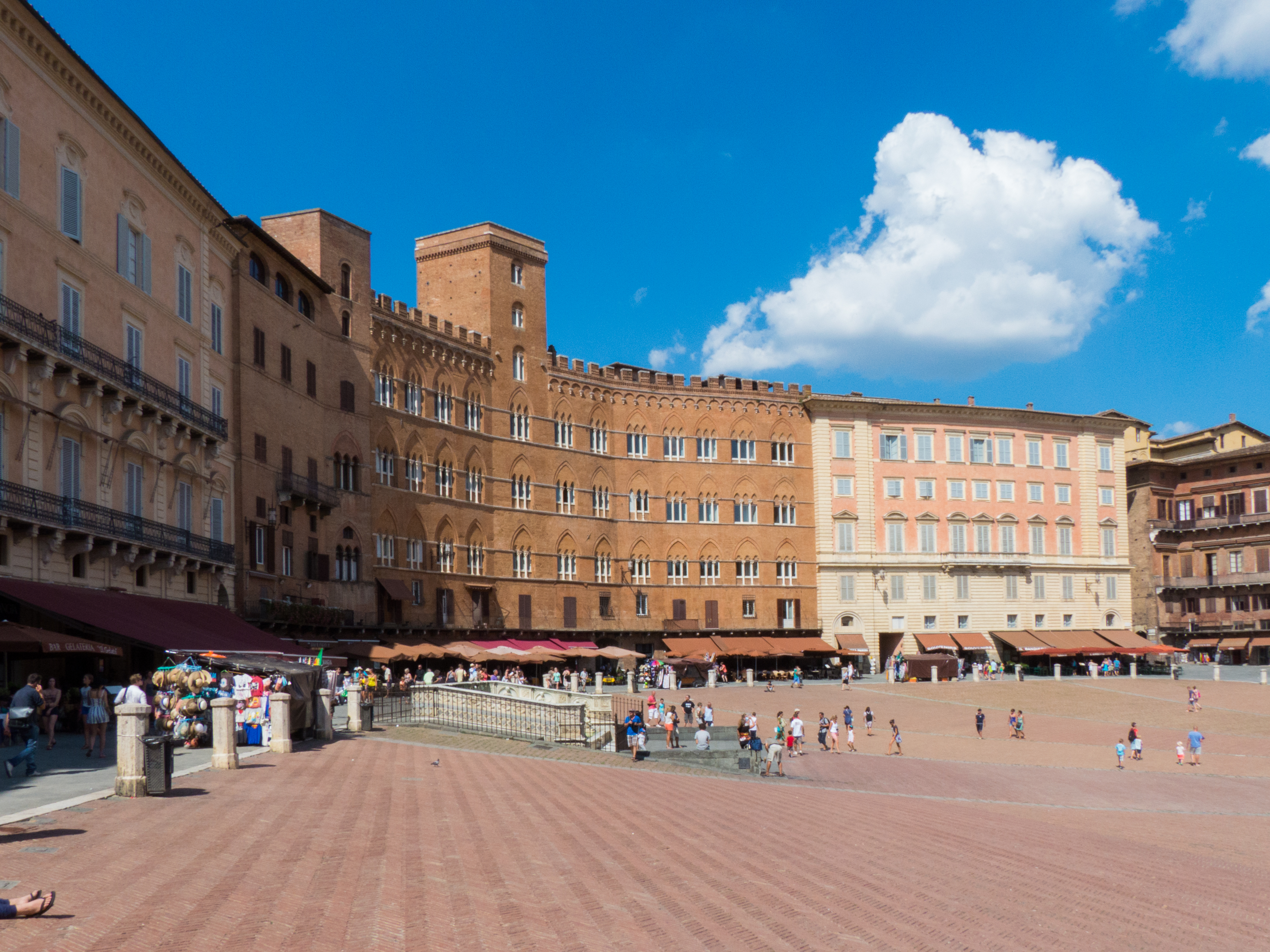
Palazzo Sansedoni su Piazza del Campo

Il più notevole degli edifici privati affacciati sulla piazza venne edificato agli inizi del XIII secolo. Nel 1339 Agostino di Giovanni curò il rifacimento e l'ampliamento del complesso su Banchi di sotto. La maestosa facciata in laterizio sulla Piazza risale a una ristrutturazione settecentesca in stile gotico, voluta dalla famiglia Sansedoni, a opera dell'architetto Ferdinando Ruggieri.
Sulla facciata curvilinea, che segue l'andamento della piazza, si trovano tre ordini di trifore. Anticamente era presente una torre, abbassata nel 1760, dalla pianta irregolare, singolarmente a forma di rombo.
All'interno vari ambienti hanno decorazioni settecentesche, opera di Francesco e Giuseppe Melani e Gian Domenico Ferretti; Ad Anton Domenico Gabbiani spetta la decorazione del soffitto della cappella privata con Gloria del beato Ambrogio Sansedoni (1701). 
Oggi ospita la Fondazione Monte dei Paschi di Siena.